# Alessandro Farnese (kardinal)
Alessandro Farnese, född 7 oktober 1520 i Castello Valentano, provinsen Viterbo, död 2 mars 1589 i Rom, var en italiensk kardinal. Han var son till Pierluigi Farnese och Gerolama Orsini och sonson till påve Paulus III. I december 1534, nyss fyllda 14 år, utnämndes Alessandro till kardinal av sin farfar, som tillträtt sitt pontifikat ett par månader innan.